# شاهین سیاه (فیلم)
شاهین سیاه (به هندی: Torbaaz) فیلمی است محصول سال ۲۰۲۰ و به کارگردانی گیریش مالیک است. در این فیلم بازیگرانی همچون سانجی دات، نرگس فخری، راهول دو، گاوی چاهال، راهول میترا و کووارجیت چوپرا ایفای نقش کرده‌اند.